# Cornish (Maine)
Cornish ist eine Town im York County im US-Bundesstaat Maine. Im Jahr 2020 lebten dort 1508 Einwohner in 717 Haushalten auf einer Fläche von 57,96 km².

## Geographie
Nach dem United States Census Bureau hat Cornish eine Gesamtfläche von 57,96 km², von der 57,45 km² Land sind und 0,52 km² aus Gewässern bestehen.

### Geographische Lage
Cornish liegt im Nordosten des York Countys und grenzt an das Cumberland County im Osten und das Oxford County im Norden. Der Saco River fließt entlang der nördlichen Grenze der Town in südöstliche Richtung. Er mündet bei Biddeford in den Atlantischen Ozean. Der Haley Ponds liegt zentral im Gebiet der Town. Es ist eher eben, die größte Erhebung ist der 404 m hohe Clark Mountain.

### Nachbargemeinden
Alle Entfernungen sind als Luftlinien zwischen den offiziellen Koordinaten der Orte aus der Volkszählung 2010 angegeben.
- Norden: Hiram, Oxford County, 9,3 km
- Nordosten: Baldwin, Cumberland County, 7,7 km
- Osten: Limington, 8,9 km
- Süden: Limerick, 9,0 km
- Westen: Parsonsfield, 8,2 km

### Stadtgliederung
In Cornish gibt es zwei Siedlungsgebiete: Cornish und  Cornishville.

### Klima
Die mittlere Durchschnittstemperatur in Cornish liegt zwischen −7,8 °C (18 °F) im Januar und 20,6 °C (69 °F) im Juli. Damit ist der Ort gegenüber dem langjährigen Mittel der USA um etwa 9 Grad kühler. Die Schneefälle zwischen Oktober und Mai liegen mit bis zu zweieinhalb Metern mehr als doppelt so hoch wie die mittlere Schneehöhe in den USA; die tägliche Sonnenscheindauer liegt am unteren Rand des Wertespektrums der USA.

## Geschichte
Der französische Pelzhändler Francis Small war der erste europäische Siedler in diesem Gebiet. Er betrieb einen Handelsposten und schloss Freundschaft mit Captain Sandy, dem Häuptling des hier lebenden Stammes der Algonkins. Die Ankunft der Briten und die mit ihnen ausbrechenden Indianerkriege ließen Small nach einer Warnung durch Sandy nach Kittery bei Portsmouth fliehen. Bei dem Überfall durch die Indianer wurde Smalls Handelsposten niedergebrannt. Sandy wollte Small für den Verlust entschädigen und tauschte mit ihm ein großes Stück Land, zu dem auch das spätere Cornish gehörte.
Die erste Siedlung, die sich ab 1700 entwickelte, wurde Francisborough genannt, später Cornishville. Am 27. Februar 1794 wurde die Town Cornish organisiert. Entlang der Maine Street führte eine Postkutschenroute und prächtige viktorianische und koloniale Häuser wurden an der Maine Street und der Maple Street gebaut. Viele dieser Häuser wurden zwischen 1850 und 1860 von 80 Ochsengespannen von der High Road zum heutigen Stadtzentrum gezogen. Um ein Haus über den vereisten Saco River zu ziehen, wurden 160 Ochsen benötigt.

### Einwohnerentwicklung
| Volkszählungsergebnisse – Town of Cornish, Maine | Volkszählungsergebnisse – Town of Cornish, Maine | Volkszählungsergebnisse – Town of Cornish, Maine | Volkszählungsergebnisse – Town of Cornish, Maine | Volkszählungsergebnisse – Town of Cornish, Maine | Volkszählungsergebnisse – Town of Cornish, Maine | Volkszählungsergebnisse – Town of Cornish, Maine | Volkszählungsergebnisse – Town of Cornish, Maine | Volkszählungsergebnisse – Town of Cornish, Maine | Volkszählungsergebnisse – Town of Cornish, Maine | Volkszählungsergebnisse – Town of Cornish, Maine |
| Jahr                                             | 1700                                             | 1710                                             | 1720                                             | 1730                                             | 1740                                             | 1750                                             | 1760                                             | 1770                                             | 1780                                             | 1790                                             |
| ------------------------------------------------ | ------------------------------------------------ | ------------------------------------------------ | ------------------------------------------------ | ------------------------------------------------ | ------------------------------------------------ | ------------------------------------------------ | ------------------------------------------------ | ------------------------------------------------ | ------------------------------------------------ | ------------------------------------------------ |
| Einwohner                                        |                                                  |                                                  |                                                  |                                                  |                                                  |                                                  |                                                  |                                                  |                                                  | 409                                              |
| Jahr                                             | 1800                                             | 1810                                             | 1820                                             | 1830                                             | 1840                                             | 1850                                             | 1860                                             | 1870                                             | 1880                                             | 1890                                             |
| Einwohner                                        | 734                                              | 971                                              | 1088                                             | 1235                                             | 1263                                             | 1144                                             | 1153                                             | 1100                                             | 1169                                             | 1118                                             |
| Jahr                                             | 1900                                             | 1910                                             | 1920                                             | 1930                                             | 1940                                             | 1950                                             | 1960                                             | 1970                                             | 1980                                             | 1990                                             |
| Einwohner                                        | 984                                              | 954                                              | 813                                              | 753                                              | 826                                              | 795                                              | 816                                              | 839                                              | 1047                                             | 1178                                             |
| Jahr                                             | 2000                                             | 2010                                             | 2020                                             | 2030                                             | 2040                                             | 2050                                             | 2060                                             | 2070                                             | 2080                                             | 2090                                             |
| Einwohner                                        | 1269                                             | 1403                                             | 1508                                             |                                                  |                                                  |                                                  |                                                  |                                                  |                                                  |                                                  |

## Kultur und Sehenswürdigkeiten

### Bauwerke
In Cornish wurden mehrere Bauwerke unter Denkmalschutz gestellt und ins National Register of Historic Places aufgenommen.
- Caleb R. Ayer House, 2002 unter der Register-Nr. 02001270.[10]
- George F. Clifford House, 2010 unter der Register-Nr. 10000230.[11]
- Odd Fellows-Rebekah Hall, 1983 unter der Register-Nr. 83003704.[12]
- LeRoy F. Pike Memorial Building, 2007 unter der Register-Nr. 07000010.[13]

## Wirtschaft und Infrastruktur

### Verkehr
Die Maine State Route 25 verläuft in westöstlicher Richtung, von ihr zweigt in südliche Richtung die Maine State Route 5 ab.

### Öffentliche Einrichtungen
In Cornish gibt es keine medizinischen Einrichtungen. Die nächstgelegenen befinden sich in Hiram.
In Cornish befindet sich die Bonney Memorial Library . Sie wurde 1928 von Dr. Sherman Bonney im Andenken an seine Eltern gegründet.

### Bildung
Cornish gehört mit Baldwin, Hiram, Parsonsfield und Porter zum Maine School Administrative District 55.
Im Schulbezirk stehen folgende Schulen zur Verfügung:
- Sacopee Valley Elementary School in Hiram
- Sacopee Valley Middle School in Hiram
- Sacopee Valley High School in Hiram

## Persönlichkeiten

### Söhne und Töchter der Stadt
- Joseph Hammons (1787–1836), Politiker
- David Hammons (1808–1888), Politiker
- David Dunn (1811–1894), kommissarischer Gouverneur des Bundesstaates Maine

### Persönlichkeiten, die vor Ort gewirkt haben
- Caleb Ayer (1813–1883), Anwalt und Politiker sowie Secretary of State von Maine